# Doris Blackburn
Pour les articles homonymes, voir Blackburn (homonymie).
Doris Amelia Blackburn, née Hordern le 18 septembre 1889 à Hawthorn et morte le 12 décembre 1970 à Coburg, est une femme politique et pacifiste australienne.

## Biographie
Elle est la fille de Lebbeus Hordern, un agent immobilier, et de Louisa Dewson (née Smith). Elle commence à travailler comme secrétaire dans la campagne de Vida Goldstein, la première femme à se présenter aux élections fédérales australiennes. Le 10 décembre 1941 à Melbourne, elle épouse l'homme politique socialiste Maurice Blackburn ; ils passent leur lune de miel à organiser des campagnes anti-guerre et anti-conscription. Ils ont deux fils et deux filles.
Alors que son mari est élu sous la bannière du Parti travailliste australien (ALP), elle continue de s'impliquer sur des questions sociales, certaines positions la mettant en porte-à-faux avec l'ALP (dont elle est également membre à l'époque). Après l'expulsion de Maurice Blackburn du parti en 1937, elle en démissionne. Son mari continue à siéger au Parlement en tant qu'indépendant mais perd son siège aux élections fédérales de 1943 face au candidat investi par l'ALP et meurt l'année suivante.
Aux élections de 1946, elle est candidate sur l'ancienne circonscription de Maurice Blackburn. Elle devient la deuxième femme élue à la Chambre des représentants d'Australie.
Au Parlement, où elle siège comme indépendante, elle retrouve son ancien camarade de l'ALP Jack Lang. Elle y défend des positions similaires à celles de son défunt mari, gagnant une notoriété nationale en 1947 en étant la seule députée à voter contre le projet de loi portant sur l'énergie atomique. Elle est également la présidente nationale du Conseil des libertés civiles. Après un redécoupage des circonscriptions, son siège de députée de Bourke est supprimé, et aux élections de 1949 elle se présente dans la circonscription de Wills. Elle a terminé troisième avec 20 % des voix. Se présentant à nouveau dans la circonscription de Wills aux élections de 1951, elle termine également à la troisième place avec 17 % des voix.
Par la suite, elle devient présidente de la section australienne de la Ligue internationale des femmes pour la paix et la liberté. Prenant conscience des problèmes rencontrés par les Aborigènes après une visite à la zone interdite de Woomera, elle co-fonde, avec Douglas Nicholls, l'Aborigines Advancement League (en) et le Federal Council for Aboriginal Advancement.

## Sources
- (en) Cet article est partiellement ou en totalité issu de l’article de Wikipédia en anglais intitulé « Doris Blackburn » (voir la liste des auteurs).